# Littorina
Littorina är ett släkte med små marina strandsnäckor. De lever vid steniga stränder på norra halvklotet, ofta vid tidvattensområden. I Europa förekommer nio arter.

## Arter
Då släktets typart är Littorina littorea, beskriven av Carl von Linné 1758, så omfattar släktet enbart arter på norra halvklotet. Närbesläktade arter i tropiska vatten placeras i andra släkten inom samma familj.

### Arter enligt World Register of Marina Species
Arter inom släktet enligt World Register of Marine Species 2011:
- Littorina aleutica Dall, 1872
- Littorina arcana Hannaford-Ellis, 1978
- Littorina brevicula (Philippi, 1844)
- Littorina compressa Jeffreys, 1865
- Littorina fabalis (Turton, 1825)
- Littorina horikawai Matsubayashi & Habe in Habe, 1979
- Littorina islandica Reid, 1996 †
- Littorina kasatka Reid, Zaslavskaya & Sergievsky, 1991
- Littorina keenae Rosewater, 1978
- Littorina littorea (Linnaeus, 1758)
- Littorina mandshurica (Schrenk, 1861)
- Littorina natica Reid, 1996
- Littorina obtusata (Linnaeus, 1758)
- Littorina petricola Arnold, 1908 †
- Littorina plena Gould, 1849
- Littorina remondii Gabb, 1866 †
- Littorina saxatilis (Olivi, 1792)
- Littorina scutulata Gould, 1849
- Littorina sitkana Philippi, 1846
- † Littorina sookensis Clark & Arnold, 1923
- Littorina squalida Broderip & Sowerby, 1829
- Littorina subrotundata (Carpenter, 1864)
- Littorina zebra (Wood, 1828)

### Arter enligt Catalogue of Life
Arter enligt Catalogue of Life 2011:
- Littorina albicarinata
- Littorina aleutica
- Littorina angulifera
- Littorina angustior
- Littorina arcana
- Littorina aspera
- Littorina atkana
- Littorina fabalis
- Littorina fasciata
- Littorina flava
- Littorina irrorata
- Littorina keenae
- Littorina lineolata
- Littorina mariae
- Littorina meleagris
- Littorina mespillum
- Littorina modesta
- Littorina nebulosa
- Littorina neglecta
- Littorina neritoides
- Littorina nigrolineata
- Littorina obtusata
- Littorina pintado
- Littorina planaxis
- Littorina plena
- Littorina pullata
- Littorina scabra
- Littorina scutulata
- Littorina sitkana
- Littorina squalida
- Littorina subrotundata
- Littorina zebra
- Littorina ziczac

## Dialektala namn
På bohuslänska kallas fyra arter av Littorina-snäckor för kubbongar, ett ord som kommer från fornnordiskans kudungar som betyder "snäckskal". De fyra arterna är L. fabalis, L. littorea, L. obtusata och L. saxatilis.